# 폴 발렌틴

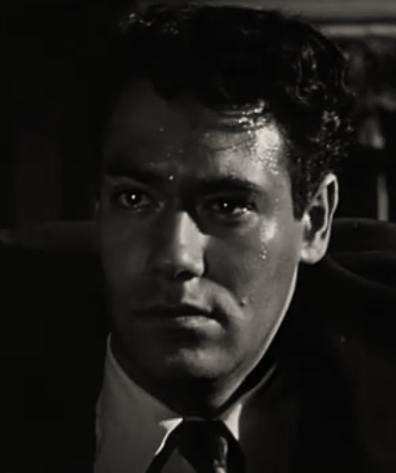

폴 발렌틴(Paul Valentine, 1919년 3월 23일 ~ 2006년 1월 27일)은 미국의 연극 배우, 영화배우, 텔레비전 배우, 가수, 안무가, 배우이다.
뉴욕에서 태어났으며 로스앤젤레스에서 사망하였다. 사인은 질병이다.

## 영화
- 레전드 오브 더 보그 (2009년)
- 힘과 명성 (2007년)
- 더 리들 (2007년)
- 러브 해피 (1949년)
- 이방인의 집 (1949년)
- 과거로부터 (1947년)